# Haopterus
Haopterus is een geslacht van uitgestorven pterosauriërs, behorend tot de groep van de Pterodactyloidea, dat tijdens het Vroeg-Krijt leefde in het gebied van het huidige China. De enige benoemde soort is Haopterus gracilis.

## Vondst en naamgeving
De soort werd in 2001 benoemd en beschreven door Wang Xiaolin en Lü Junchang. De geslachtsnaam eert wijlen professor Hao Yichun en verbindt haar naam met een gelatiniseerd Klassiek Grieks pteron, 'vleugel'. De soortaanduiding betekent 'lichtgebouwd' in het Latijn, een verwijzing naar de toestand van de middenvoetsbeenderen.

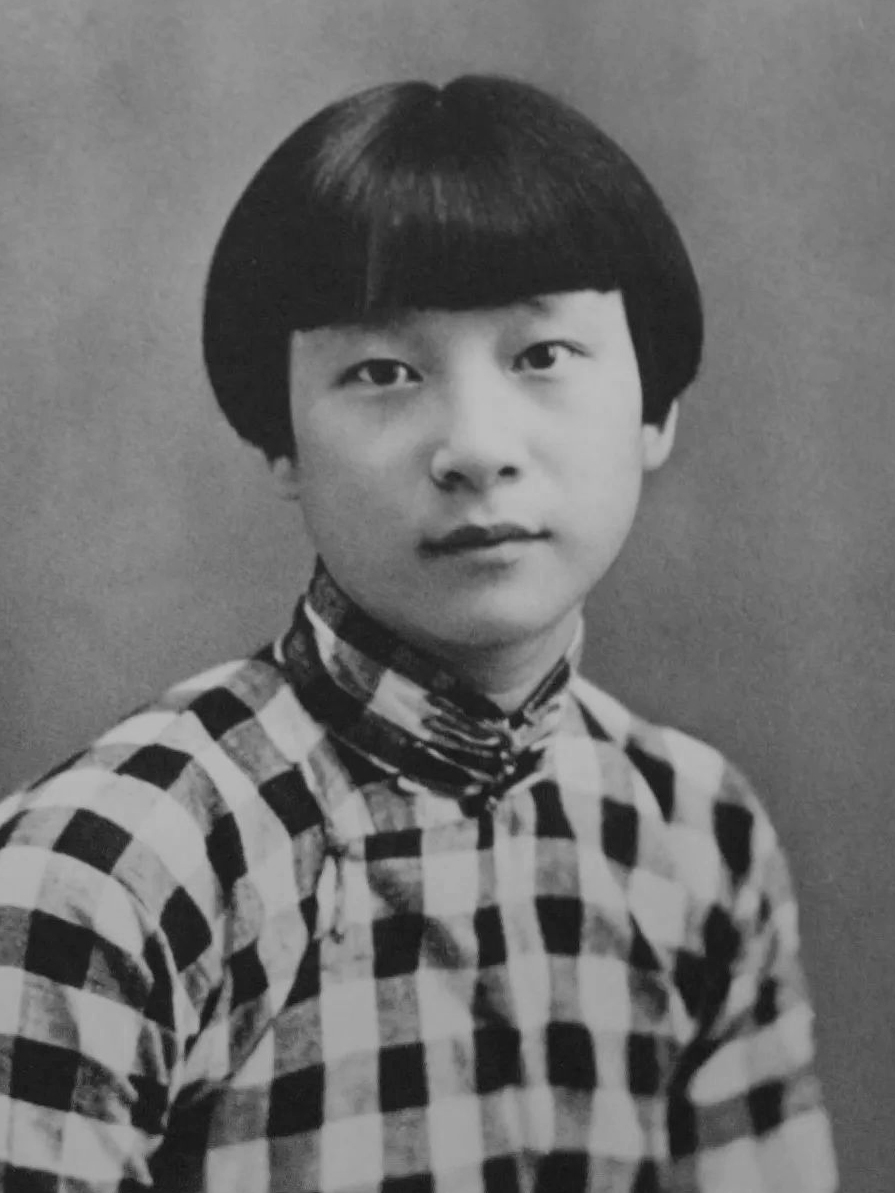
Hao Yichun

Het fossiel, holotype IVPP V11726, is in 1998 bij Sihetun gevonden in de Jianshangoulaag van de Yixianformatie in Liaoning (Jehol-groep). Een argon-datering wees op een ouderdom van 124,6 miljoen jaar (Barremien-Aptien). Het is van een onvolwassen dier en extreem platgedrukt. Alleen de voorste helft van het lichaam is aanwezig, met uitzondering van de voeten en een stuk zitbeen. Het was indertijd het eerste Chinese pterosauriërfossiel waarvan de schedel bewaard was gebleven.

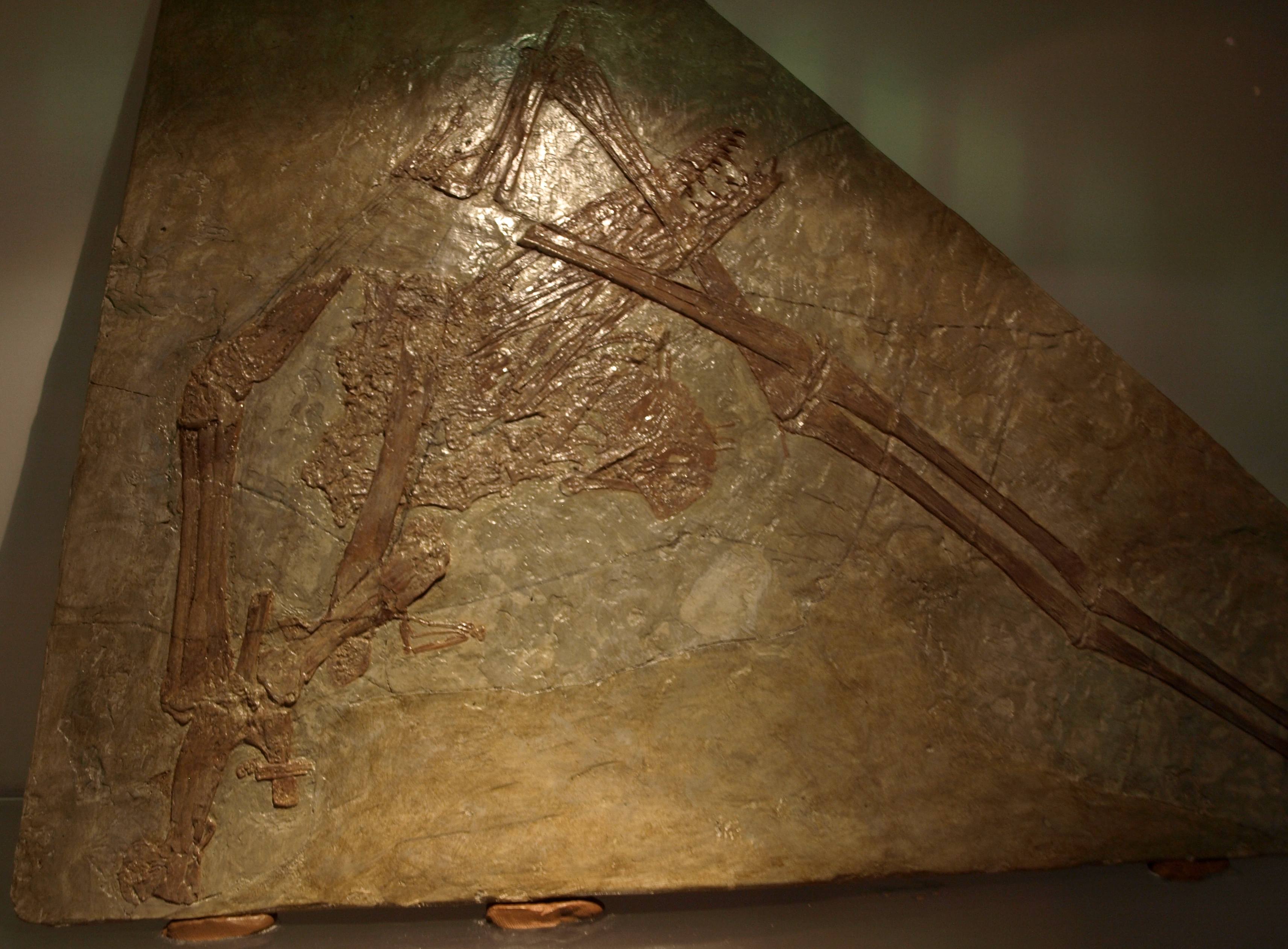
Een replica van het holotype van Haopterus gracilis

Andere specimina zijn gemeld.

## Beschrijving
De schedel is plat en langgerekt met een lengte van 145 millimeter. De kaken zijn echter niet heel ondiep. De maxilla is volledig vergroeid met de praemaxilla, zonder zichtbare beennaad. De snuit eindigt in een lage afgeronde punt die iets naar boven buigt. Er is geen kam aanwezig, niet op de snuit en ook niet op het achterhoofd. De grote schedelopening, de fenestra nasoantorbitalis, is langgerekt en ellipsvormig, met een lengte van vier centimeter, 27,6% van de schedellengte. De onderkaken zijn even diep als de snuit en buigen vooraan iets naar beneden. Ze hebben een lengte van 128 millimeter. Ze dragen over de voorste 85 millimeter, 66,4% van de lengte, tanden. Er staan twaalf tanden in de boven- en de onderkaak voor een totaal van 48. De tanden zijn robuust en naar achteren gebogen. Ze nemen naar voren in grootte toe en gaan dan meer naar voren staan. De voorste drie paar in de bovenkaak is echter veel kleiner; de beschrijvers vermoedden dat het hier net uitgekomen vervangingstanden betrof. Vanaf het vierde voorste paar hebben de meer achterste tanden een ingesnoerde kroonbasis.
Het achterste deel van de schedel is door de compressie van het fossiel ernstig vervormd en ligt op de halswervels waarvan de vorm zo ook al onduidelijk wordt. De acht voorste ruggenwervels zijn bewaard gebleven. Zij zijn niet vergroeid tot een notarium en hebben tezamen een lengte van 52 millimeter. De sacrale en staartwervels ontbreken, maar wel zijn er wat resten van ribben en buikribben.
In de schoudergordel is het vrij dunne en plaatvormige schouderblad met 30 millimeter iets korter dan het 34 millimeter lange ravenbeksbeen, dat verbonden was aan het, nu los liggende, waaiervormige borstbeen. Dit is voorzien van een krachtige kiel waarvan de vooruitstekende doornkam, de cristospina, de lengte van het sternum nog met een derde doet toenemen tot 45 millimeter.
De voorste ledematen maken een robuuste indruk, hoewel dat ten dele een illusie is veroorzaakt doordat ze platgedrukt zijn en de botten daardoor breder lijken. Het opperarmbeen heeft een lengte van zeven centimeter en is voorzien van een halfcirkelvormige deltopectorale kam, het aanhechtingsvlak voor de borstspieren. De ellepijp is met 101 millimeter iets langer dan het vierde middenhandsbeen van 89 millimeter lengte. De vier kootjes van de vleugelvinger hebben naar buiten toe een aflopende grootte van 141, 119, 95 en 44 millimeter; het laatste is echter aan het uiteinde afgebroken. De vleugelspanwijdte is geschat op 135 centimeter. Het pteroïde heeft een lengte van 34 millimeter.
De slechts gedeeltelijk bewaard gebleven voeten zijn relatief erg klein; de middenvoetsbeentjes hebben maar een lengte van zeventien millimeter, 18,7% zo lang als het vierde middenhandsbeen.

## Fylogenie

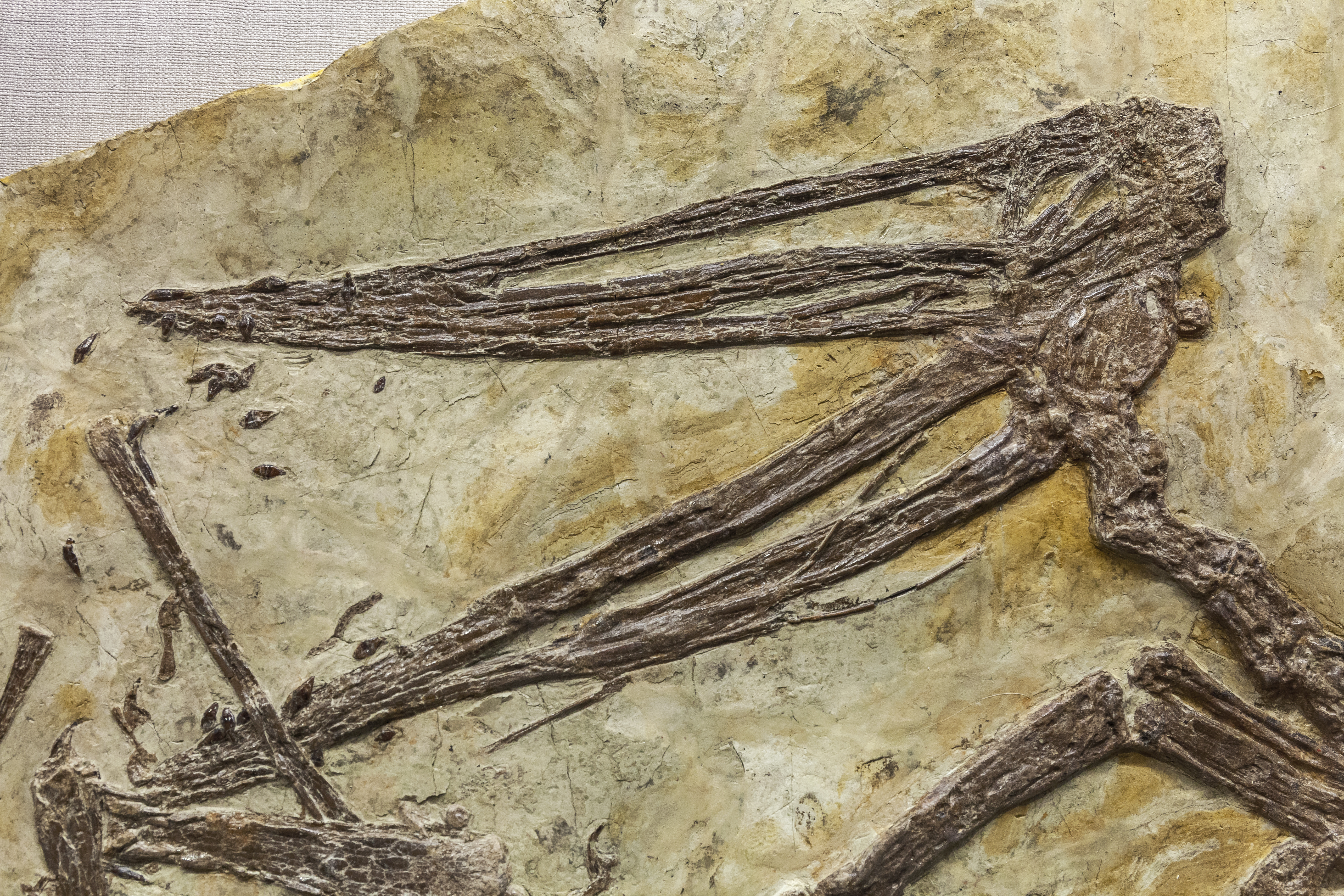
BMNHC Ph767

Haopterus werd door Wang in de Pterodactylidae geplaatst, voornamelijk vanwege de combinatie van de robuuste tanden met het ontbreken van een kam. Hij heeft deze positie ook daarna verdedigd. Lü echter publiceerde in 2006 een kladistische studie met als resultaat dat Haopterus een basaal lid van de Ornithocheiridae was.
In 2019 vond een studie Haopterus als de zustersoort van Mimodactylus in de Mimodactylidae. In 2024 vond een studie een positie in de Istiodactyliformes.
Een kladogram uit 2019:
|  | Haopterus    |
|  |              |
|  | Mimodactylus |
|  |              |

|                 | Nurhachius                                                     |
|                 |                                                                |
| Istiodactylinae | \| \| Istiodactylus \| \| \| \| \| \| Liaoxipterus \| \| \| \| |
|                 | \| \| Istiodactylus \| \| \| \| \| \| Liaoxipterus \| \| \| \| |
|                 | Istiodactylus                                                  |
|                 |                                                                |
|                 | Liaoxipterus                                                   |
|                 |                                                                |

|  | Istiodactylus |
|  |               |
|  | Liaoxipterus  |
|  |               |

|                 | Nurhachius                                                     |
|                 |                                                                |
| Istiodactylinae | \| \| Istiodactylus \| \| \| \| \| \| Liaoxipterus \| \| \| \| |
|                 | \| \| Istiodactylus \| \| \| \| \| \| Liaoxipterus \| \| \| \| |
|                 | Istiodactylus                                                  |
|                 |                                                                |
|                 | Liaoxipterus                                                   |
|                 |                                                                |

|  | Istiodactylus |
|  |               |
|  | Liaoxipterus  |
|  |               |

|  | Haopterus    |
|  |              |
|  | Mimodactylus |
|  |              |

|                 | Nurhachius                                                     |
|                 |                                                                |
| Istiodactylinae | \| \| Istiodactylus \| \| \| \| \| \| Liaoxipterus \| \| \| \| |
|                 | \| \| Istiodactylus \| \| \| \| \| \| Liaoxipterus \| \| \| \| |
|                 | Istiodactylus                                                  |
|                 |                                                                |
|                 | Liaoxipterus                                                   |
|                 |                                                                |

|  | Istiodactylus |
|  |               |
|  | Liaoxipterus  |
|  |               |

|                 | Nurhachius                                                     |
|                 |                                                                |
| Istiodactylinae | \| \| Istiodactylus \| \| \| \| \| \| Liaoxipterus \| \| \| \| |
|                 | \| \| Istiodactylus \| \| \| \| \| \| Liaoxipterus \| \| \| \| |
|                 | Istiodactylus                                                  |
|                 |                                                                |
|                 | Liaoxipterus                                                   |
|                 |                                                                |

|  | Istiodactylus |
|  |               |
|  | Liaoxipterus  |
|  |               |

## Levenswijze
Wang zag de soort als een gespecialiseerde zwever en viseter. De zwakke achterbenen toonden aan dat het dier geen tweevoeter was; ze zouden volgens Wang hoogstens geschikt zijn om in rust ondersteboven aan een boom of klip te hangen. Dat laatste was in 2001 al een ouderwetse notie aan het worden.